# 第8ヘリコプター訓練飛行隊 (アメリカ海軍)
第8ヘリコプター訓練飛行隊（だい8ヘリコプターくんれんひこうたい、英: Helicopter Training Squadron 8、略称：HT-8）は、アメリカ海軍航空訓練コマンド第5訓練航空団隷下のヘリコプター訓練部隊。愛称はエイトボーラーズ（英: Eightballers）。1950年12月3日に第1ヘリコプター訓練班（英: Helicopter Training Unit 1、略称：HTU-1）としてフロリダ州のエリソン・フィールド海軍航空基地で編成され、1957年3月に第1ヘリコプター訓練群（英: Helicopter Training Group 1、略称：HTG-1）に改編後、1960年7月1日に第8ヘリコプター訓練飛行隊へ改編された。フロリダ州のホワイティング・フィールド海軍航空基地に所在し、練習ヘリコプターとしてTH-57B/Cを運用する。アメリカ海軍とアメリカ海兵隊およびアメリカ沿岸警備隊のヘリコプター乗員訓練のほか、一部の北大西洋条約機構（NATO）加盟国の受け入れも行っている。

## 歴代運用機
- 練習ヘリコプター
  - HUP
  - HO3S-1
  - HO4S-3
  - HSS-1/UH-34J
  - UH-1D/TH-1L
  - TH-57A/B/C